# 斯图尔特陨石坑
斯图尔特陨石坑（Liouville）是位于月球正面泡沫海东北岸的一座小撞击坑，其名称取自美国天体物理学家约翰·昆西·斯图尔特（John Quincy Stewart，1894年-1972年），1976年被国际天文联合会正式批准接受。

## 描述

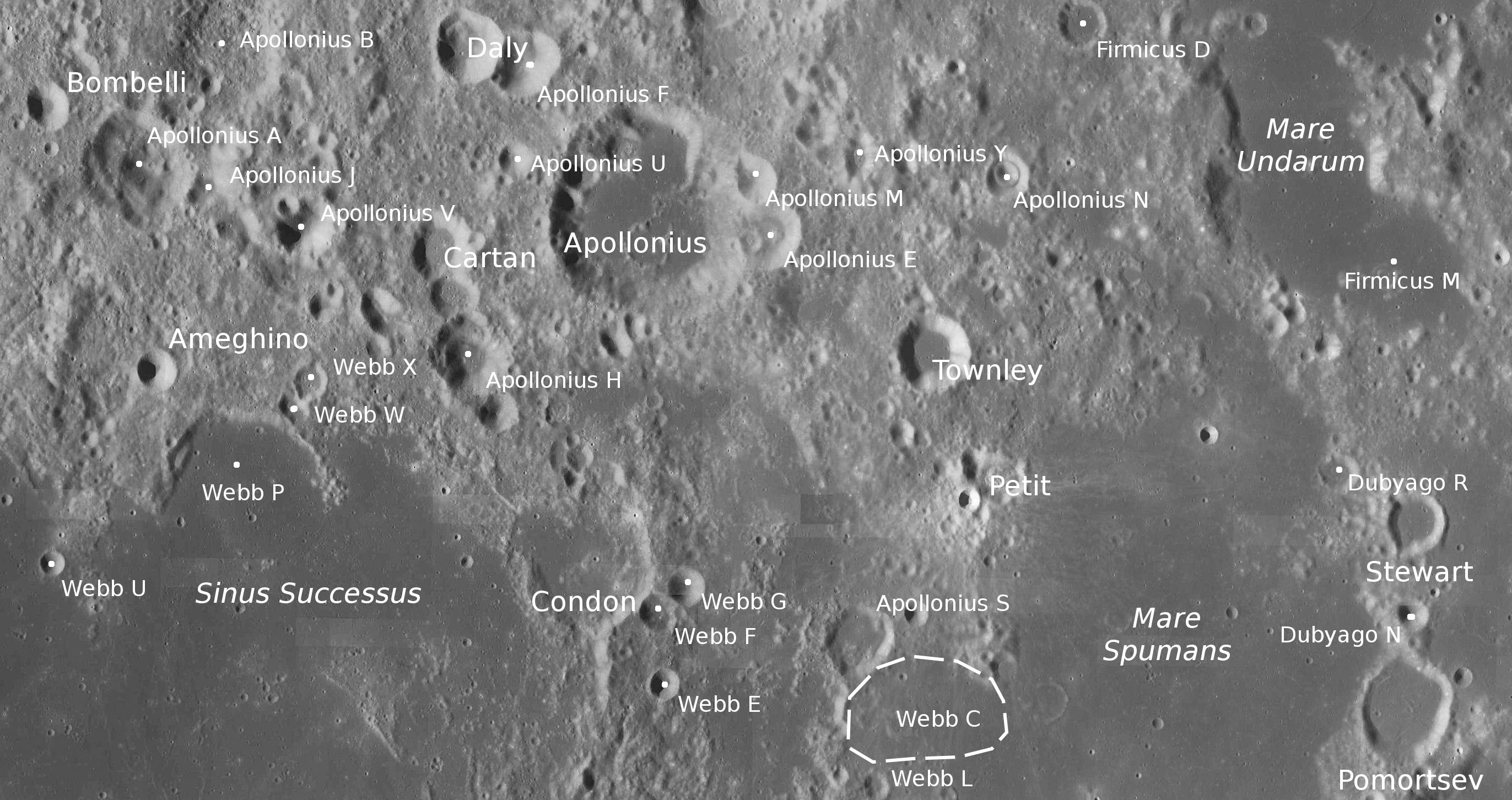
斯图尔特陨石坑周边图，月球勘测轨道器拍摄。

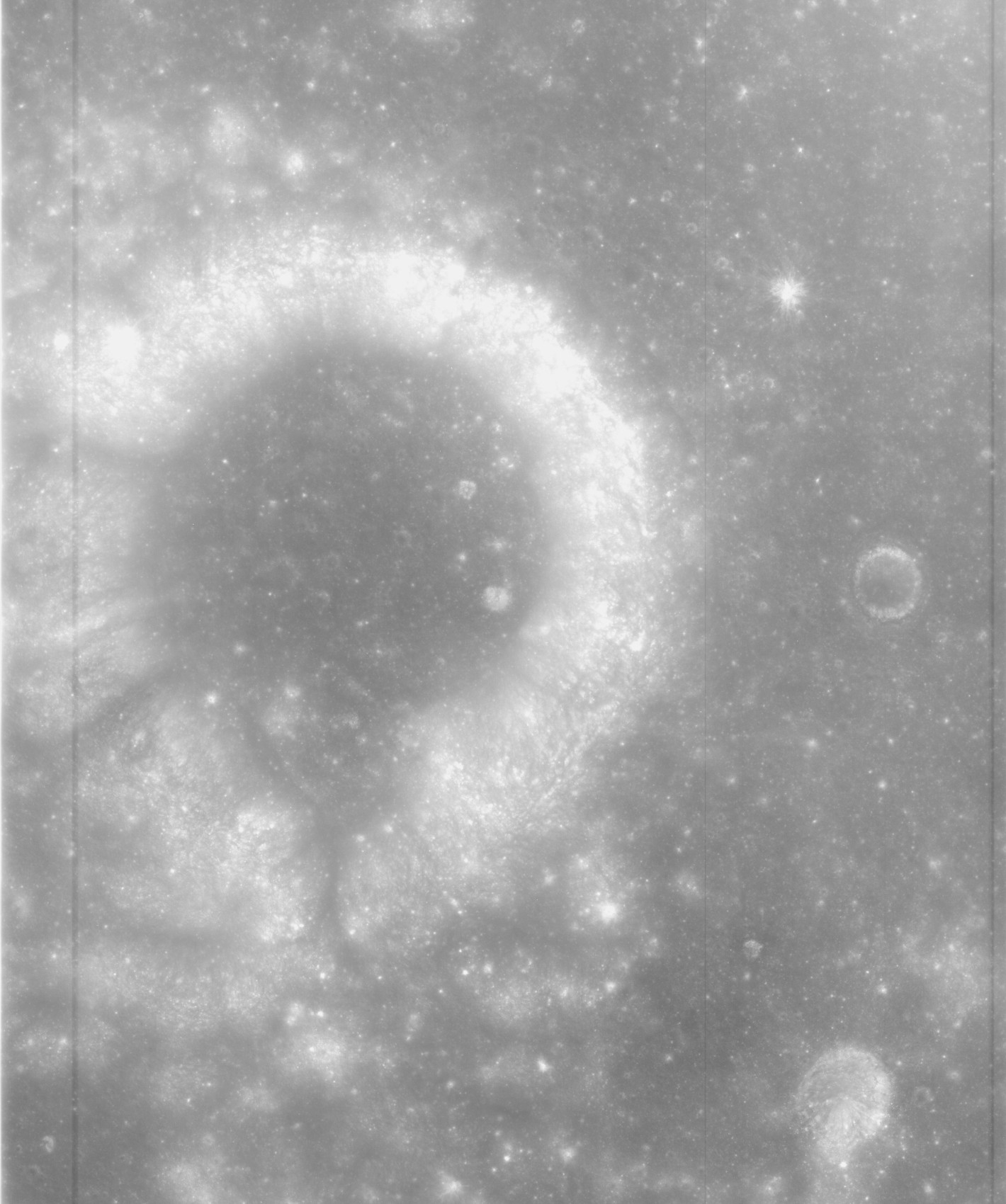
阿波罗15号拍摄的图像

该陨坑西侧毗邻柏帝小陨坑；西北偏西靠近汤利陨石坑；杜比亚戈陨石坑位于它的东北；南面则横亘着波莫尔采夫陨石坑。斯图尔特陨石坑的西南和北面分别坐落着泡沫海和浪海。该陨坑的中心月面坐标为2°09′N 66°59′E / 2.15°N 66.98°E，直径13.8公里，深度1.09公里。
斯图尔特陨石坑外观呈圆形状，西南侧有一处向外的小突角。陨坑边缘清晰，内侧壁平滑，带有较高的反照率，西北内壁上显示有一些小陨坑，而北侧和西侧外壁坡上散落着许多小撞击坑，从南侧坡至波莫尔采夫陨石坑绵延着一道宽阔的山岭。该陨坑坑壁平均高出周边地形490米。碗状的坑底已被熔岩填塞，没有其它醒目的地貌结构。陨坑形态特征隶属于SOS 型（以该类陨坑的典型代表-索西琴尼陨石坑所命名）。
在1976年被国际天文联合会重新更名前，该陨坑曾被称为卫星坑杜比亚戈 Q。

## 另请参阅
- Andersson, L. E.; Whitaker, E. A. . NASA RP-1097. 1982.
- Blue, Jennifer. . USGS. July 25, 2007  [2007-08-05]. （原始内容存档于2012-04-08）.
- Bussey, B.; Spudis, P. . New York: Cambridge University Press. 2004. ISBN 978-0-521-81528-4.
- Cocks, Elijah E.; Cocks, Josiah C. . Tudor Publishers. 1995. ISBN 978-0-936389-27-1.
- McDowell, Jonathan. . Jonathan's Space Report. July 15, 2007  [2007-10-24]. （原始内容存档于2012-05-26）.
- Menzel, D. H.; Minnaert, M.; Levin, B.; Dollfus, A.; Bell, B. . Space Science Reviews. 1971, 12 (2): 136–186. Bibcode:1971SSRv...12..136M. doi:10.1007/BF00171763.
- Moore, Patrick. . Sterling Publishing Co. 2001. ISBN 978-0-304-35469-6.
- Price, Fred W. . Cambridge University Press. 1988. ISBN 978-0-521-33500-3.
- Rükl, Antonín. . Kalmbach Books. 1990. ISBN 978-0-913135-17-4.
- Webb, Rev. T. W.  6th revised. Dover. 1962. ISBN 978-0-486-20917-3.
- Whitaker, Ewen A. . Cambridge University Press. 1999. ISBN 978-0-521-62248-6.
- Wlasuk, Peter T. . Springer. 2000. ISBN 978-1-85233-193-1.